# 명령 프롬프트
프롬프트(prompt)는 컴퓨터 터미널 또는 터미널 에뮬레이터의 CLI(커맨드 라인 인터페이스)의 명령줄 대기모드를 가리킨다. 일반적으로 커맨드 프롬프트(command prompt) 또는 셸 프롬프트(shell prompt) 라인(line)은 아래의 형식을 갖는다.
```
사용자 @ 호스트이름 : (작업 중인)디렉토리전체경로명 $
```

프롬프트는 역사적으로 유닉스계열에서처럼 네트워크 환경 및 다중 사용자를 고려해 로그인, 호스트, 사용 중인 디바이스(장치 파일) 리소스, 루트(root,슈퍼유저 superuser) 아닌 일반 사용자 등을 표시하는 본연의 기능과 컴퓨터와 사용자간의 질의응답을 대기하는 인터페이스의 커서 등으로 이루어져 있다.

## 예
```
user@host:/home$ _
```

사용자 입력을 기다리는 커서의 대기모드, 일반적으로 $ 기호는 일반 사용자가 , #은 루트가 로그인했을 때 각각 이를 나타낸다.

## 이메일 주소
이러한 프롬프트의 간단한 형식은 이메일 주소에서 쉽게 찾아볼 수 있다.
```
user@이메일호스트
```

사용자@도메인

## PS1
셸 프롬프트(shell prompt) 라인(line)의 형식은 환경변수 PS1 설정값에서 표현된다.
| > export PS1="PS \w > " PS ~/000/aaa >         |
| (예시) bash의 PS2의 명령 프롬프트를 구현한 PS1 |

따라서 셸 프롬프트(shell prompt) 라인(line)의 형식을 원하는 표현으로 변경 후 저장할 수 있다.
또한 전통적인 사용자 개별 환경설정파일인 .bashrc에서 PS1 값을 등록 및 설정할수도 있다.
PS1에서는 일반적으로 사용자는 $ 기호를 슈퍼유저는 # 기호를 권장하며  PS2에서는 일반사용자에게 > 기호를 권장하고 있다.

## 같이 보기
- 셸
- 이스케이프 시퀀스